# 우르제렌

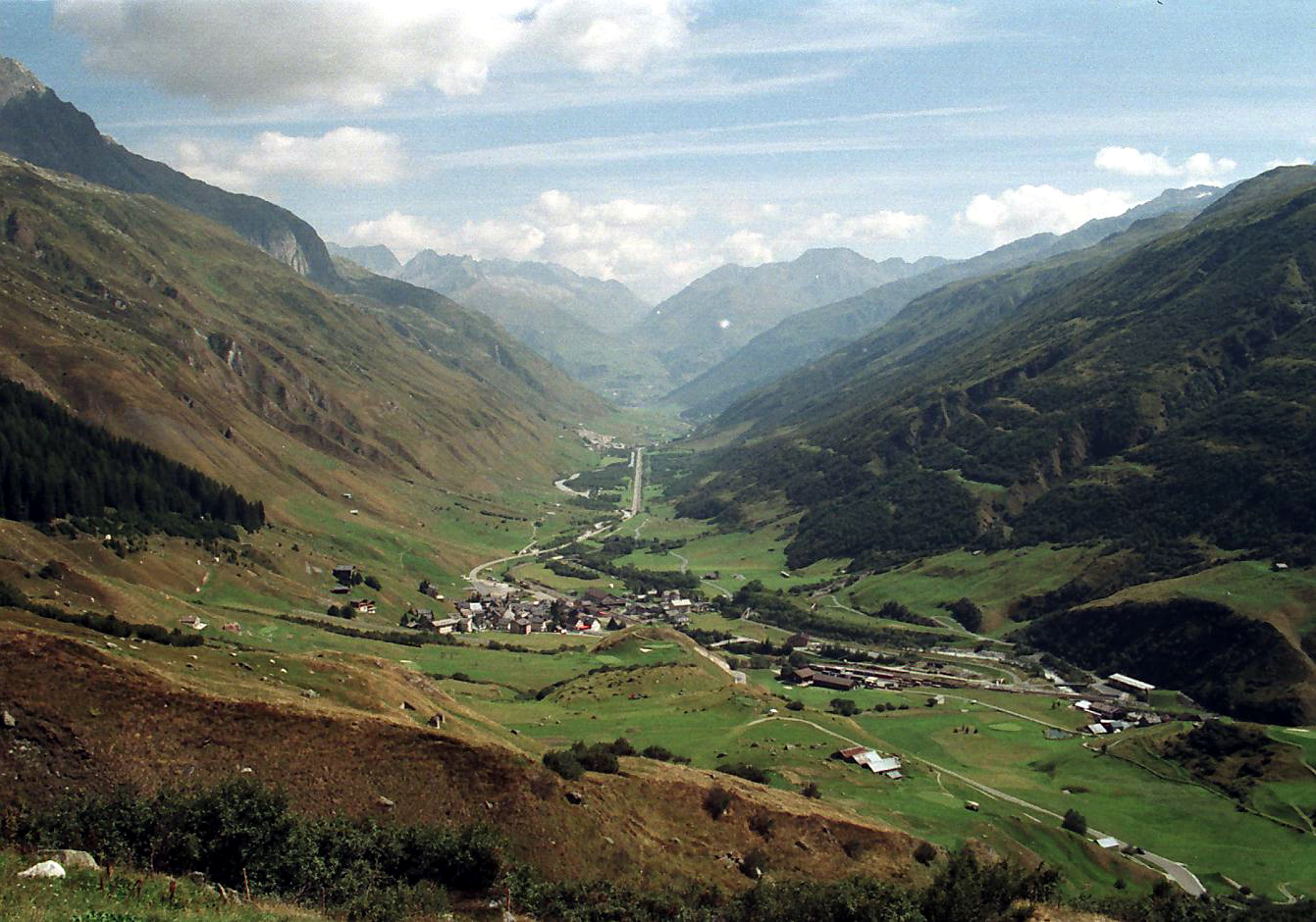
레알프 방향으로 본 우르제렌의 풍경

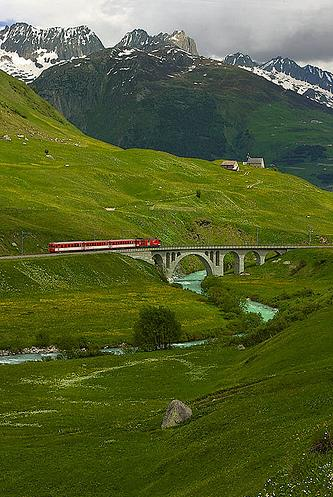
푸르카선 열차

문장

우르제렌(Urseren) 또는 우르제른(Ursern)은 스위스 우리주의 상부 로이스강 계곡으로, 레알프에서 호스펜탈 및 안데르마트까지 남서에서 북동쪽으로 뻗어 있다.
우리주의 주요 계곡에서 분리되어 푸르카 고개를 통해 발레주 오버알프 고개를 통해 그리종주 고트하르트 고개를 통해 티치노주에 연결된다.
계곡은 800년부터 디젠티스 수도원의 소유였다. 12세기 이전에는 발저족 정착민들이 식민지화했다.
블루트게리히트는 1232년부터 라퍼스빌 백작과 함께 있었고, 1283년에는 합스부르크 가문으로, 1317년에는 우리의 지역 귀족에게 넘어갔다. 1332년에 오버알프에서 수도원의 정착민과 군대 사이에 작은 충돌이 있었고, 그 결과 디센티스가 패배했다. 우르제렌은 1382년에 독일 연방이 되었고, 1410년에 구스위스 연방에 합류했으며, 방위와 외부 대표의 목적으로 우리주와 연합했지만, 독립 영토로서의 특권을 유지했다. 1649년에 우르제렌은 디젠티스에 대한 마지막 남은 관계에서 스스로를 샀다.
1798년에 우르제렌은 헬베티아 공화국의 발트슈테텐주의 일부가 되었고, 1803년에는 우리주의 일부가 되었다. 1946년에는 계곡 전체를 범람시키려는 댐 프로젝트에 대한 폭동이 있었다. 이 프로젝트는 실현되지 못했다. 대신, 1960년에 괴세너알프제 저수지가 상부 괴세넨 계곡에 건설되었다. 이 프로젝트는 1920년의 첫 번째 프로젝트가 중단된 후 1941년에 제안되었다. 1946년, 엔지니어 카를 페츠는 “도시 밖으로 쫓겨났고” 건축가의 사무실이 파손되었다. 1946년 2월 19일 크라발 폰 안데르마트로 알려져 있다. 이 프로젝트는 괴세넨 댐을 위해 1950년대 초에 포기되었다.